# Wimpy

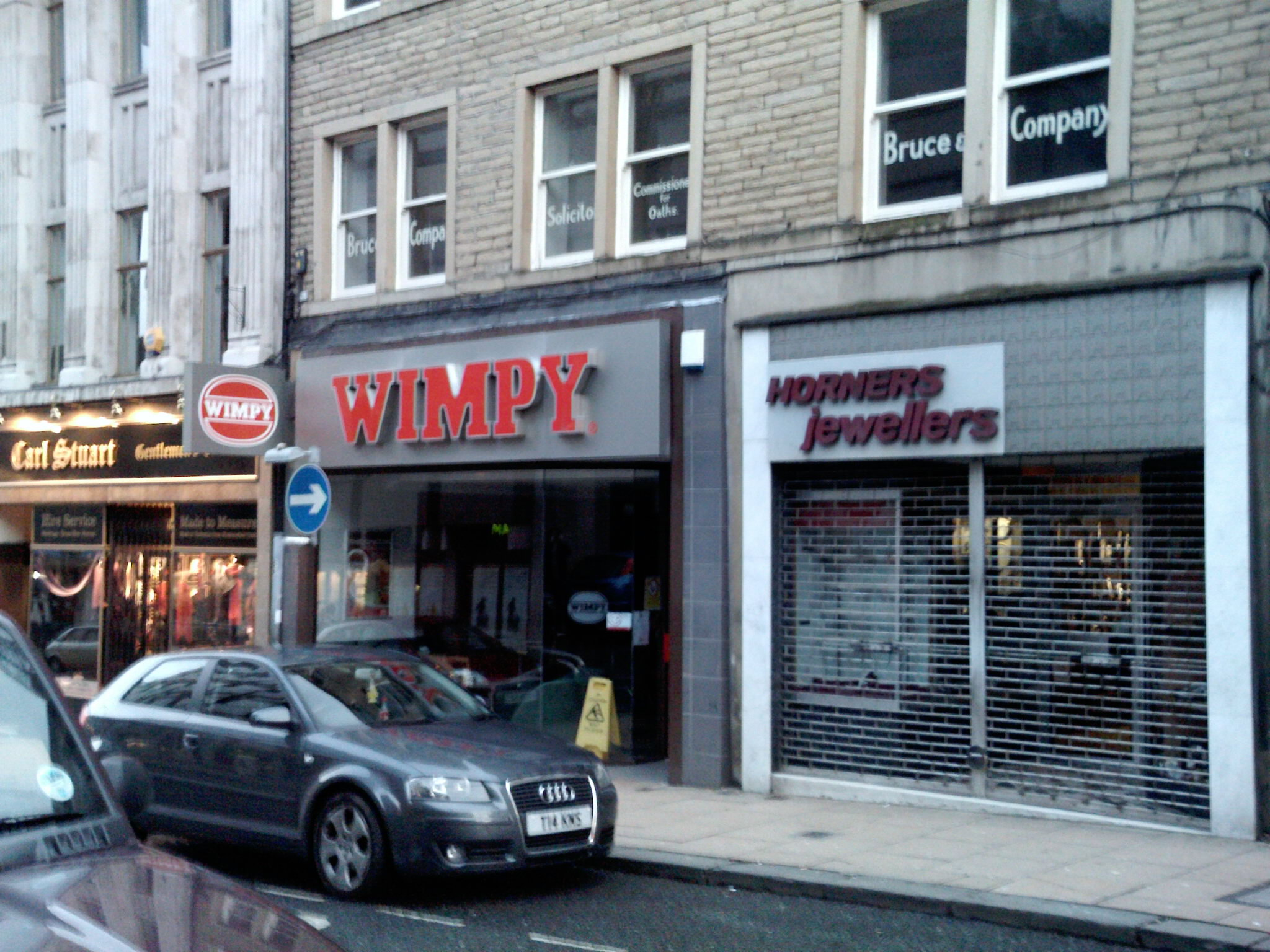
Wimpy-Filiale im englischen Huddersfield

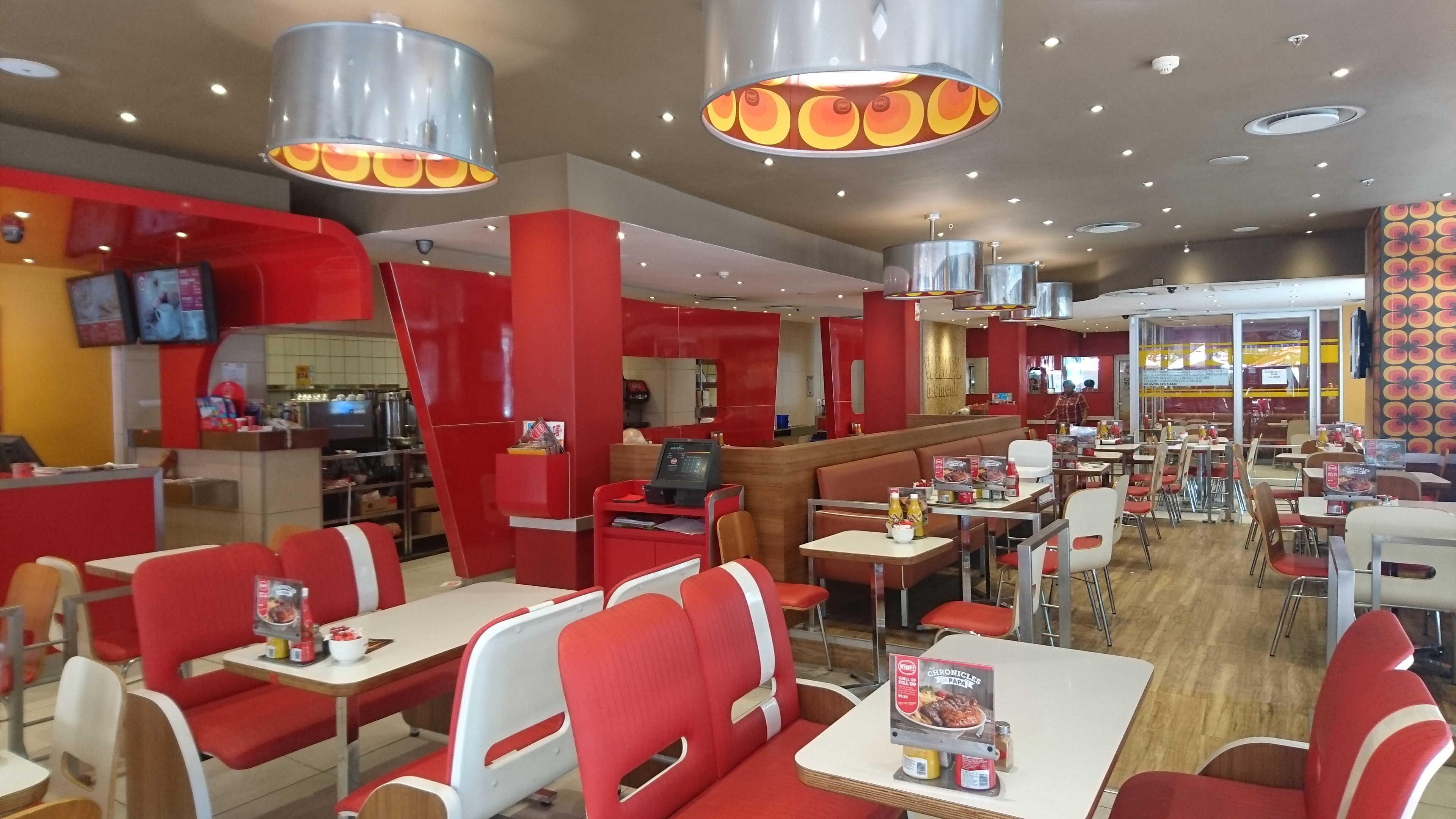
Innenansicht einer südafrikanischen Wimpy-Filiale

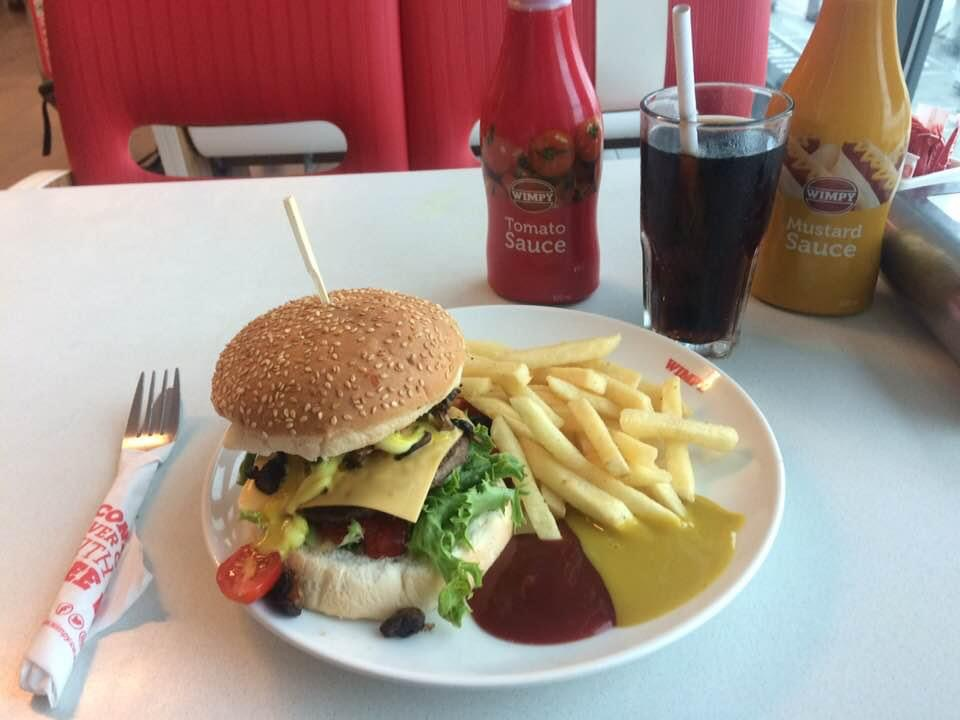
Cheeseburger mit Pommes frites in einer südafrikanischen Wimpy-Filiale

Wimpy ist eine Fast-Food-Kette, die ursprünglich aus den Vereinigten Staaten stammt und heute im Besitz des südafrikanischen Unternehmens Famous Brands ist.

## Geschichte
Der Amerikaner Eddie Gold hatte in den 1930er Jahren die Idee, in Chicago eine Schnellrestaurantkette zu etablieren. Namensgeber war die verfressene Figur
J. Wellington Wimpy aus den Popeye-Comics, dessen Leibgericht Hamburger sind. Nach dem Zweiten Weltkrieg überzeugte Gold die englische Firma Joseph Lyons & Co. von seiner Unternehmensidee; diese kauften Wimpy und verlegten den Sitz nach London. 
Bis in die 1970er Jahre expandierte das Unternehmen erfolgreich mit 1000 Lokalen in über 20 Ländern, vor allem im Commonwealth, aber auch in anderen Ländern. In Deutschland wurden vom Kochlöffel-Gründer Heinrich Lobenberg ab 1965 etwa 35 Filialen eröffnet. Damit gilt Wimpy als das erste Franchisesystem auf dem deutschen Markt. Mittlerweile wurden alle Filialen geschlossen.
Infolge der Ausbreitung anderer US-amerikanischer Fast-Food-Ketten nach Europa begann eine schwierige Zeit, und Wimpy wechselte viermal in 15 Jahren den Besitzer, zum Beispiel 1977 zu United Biscuits und 1989 zum damaligen Burger-King-Besitzer Grand Metropolitan (seit 1997 Teil von Diageo). 2007 wurde das englische Mutterhaus vom südafrikanischen Konglomerat Famous Brands übernommen, das vorher schon Wimpy Südafrika gekauft hatte.
International war die Kette 2017 in Angola, Botswana, Großbritannien, Irland, Namibia, Südafrika und Sambia vertreten. In Südafrika bestanden nach Unternehmensangaben im Oktober 2017 mehr als 490 Filialen. In Großbritannien gab es 2017 noch 80 von ehemals über 500 Filialen.